# 京府
京府，中國古代朝廷的地方機構之一，地位比一般的府建制高。例如在遼朝，設有臨潢府、大定府、遼陽府、析津府、大同府、 率賓府、定理府、鐵利府、安定府、長嶺府、鎮海府和興中府等京府。